# Història d'una monja
Història d'una monja (títol original en anglès: The Nun's Story) és una pel·lícula estatunidenca dirigida per Fred Zinnemann, estrenada el 1959 i doblada al català.

## Argument[2]
Als 21 anys, Gabrielle Van der Mal, filla d'un cirurgià de gran reputació, decideix d'entrar en un convent de Bruges. Convertida en Sor Luc, participa amb fervor a la cerimònia d'agafar els hàbits. L'aprenentatge de la vida religiosa esdevé una prova cruel, perquè la jove dona suporta difícilment la regla d'obediència absoluta, de la que no capta gaire el sentit. Resisteix als esforços de persuasió de la mare superiora que, en nom del valor d'humilitat, li demanda de fracassar en l'examen final de l'Escola de Medicina Tropical. Finalment aprova aquest examen, Sor Luc és enviada a un asil de malalts mentals a Brussel·les. El seu esperit d'iniciativa mal controlada fa que surti malament. Va cap al Congo on la Congregació de les Augustines li confia una plaça d'ajudant mèdica a prop del cirurgià Fortunati, orgullós del seu ateisme.
Després de nombroses proves físiques i psicològiques, torna a Bèlgica amb l'amenaça de la guerra. Entra en un hospital i ràpidament s'enfronta a un cas de consciència. Abandonarà el vel en una escena final dura, de sentit i de solitud... Sola, deixa els seus hàbits rituals, recupera alguns efectes personals i per una porta amagada que s'obre a un carreró buit, s'uneix a la resistència per lliurar altres combats.

## Repartiment
- Audrey Hepburn: Gabrielle Van der Mal / Sor Luc
- Peter Finch: Doctor Fortunati
- Edith Evans: Mare superiora Emmanuel
- Peggy Ashcroft: Mare Mathilde
- Dean Jagger: Doctor Van der Mal
- Mildred Dunnock: Sor Margharita
- Beatrice Straight: Mare Christophe
- Patricia Collinge: Sor William
- Rosalie Crutchley: Sor Eleanor
- Ruth White: Mare Marcella
- Barbara O'Neil: Mare Didyma
- Margaret Phillips: Sor Pauline
- Lionel Jeffries: Doctor Goovaerts
- Niall MacGinnis: Pare Vermeuhlen

## Premis i nominacions

### Premis
- 1960. BAFTA a la millor actriu per Audrey Hepburn
- 1960. David di Donatello a la millor actriu estrangera per Audrey Hepburn

### Nominacions
- 1959. Grammy al millor àlbum de banda sonora per Franz Waxman
- 1960. Oscar a la millor pel·lícula
- 1960. Oscar a la millor actriu per Audrey Hepburn
- 1960. Oscar a la millor fotografia per Franz Planer
- 1960. Oscar al millor director per Fred Zinnemann
- 1960. Oscar al millor muntatge per Walter Thompson
- 1960. Oscar a la millor banda sonora per Franz Waxman
- 1960. Oscar al millor so per George Groves
- 1960. Oscar al millor guió adaptat per Robert Woodruff Anderson
- 1960. BAFTA al millor actor per Peter Finch
- 1960. BAFTA a la millor actriu per Peggy Ashcroft
- 1960. BAFTA a la millor pel·lícula
- 1960. Globus d'Or a la millor pel·lícula dramàtica
- 1960. Globus d'Or al millor director per Fred Zinnemann
- 1960. Globus d'Or a la millor actriu dramàtica per Audrey Hepburn
- 1960. Globus d'Or a la millor actriu secundària per Edith Evans

## Al voltant de la pel·lícula
- Yves Montand i Gérard Philipe van ser temptats per encarnar el cirurgià belga Fortunati, però van declinar l'oferta. El paper va ser doncs confiat al britànic Peter Finch.